# 蕭幾
蕭 幾（しょう き、491年 - 没年不詳）は、南朝梁の官僚・文人。字は徳玄。

## 経歴
斉の宗室の曲江公蕭遙欣の子として生まれた。永元元年（499年）に父が死去すると、蕭幾は幼い弟たち9人に恩愛をかけ、兄弟仲の良いことで当時の朝野に知られた。蕭幾は性格が温和であり、他人と物を競うことがなく、清貧で自立していた。10歳で文章を作ることができ、学問を好み、草書や隷書を得意とした。湘州刺史の楊公則は蕭遙欣の旧部下であったことから、蕭幾と会うたびに「康公（蕭遙欣の諡号）のこの子は、桓霊宝（桓玄）の再来と言うべきものだ」と評していた。
天監4年（505年）に楊公則が死去すると、蕭幾はかれを偲ぶ文章（誄）を作った。このとき蕭幾は15歳だったことから、沈約はその文章を見て珍しく思い、蕭幾の母の兄弟の蔡撙に対して「このあいだ賢甥の楊平南（平南将軍楊公則）を偲ぶ文章を見たところ、珍しく素晴らしい作品であって、康公の積善の報いが初めて現れたものであろう」と評した。
蕭幾は梁の宗族として著作佐郎を初任とし、廬陵王蕭続の下で文学をつとめた。入朝して尚書殿中郎となり、太子舎人に転じて、東宮の記録を管掌した。さらに太子庶子・中書侍郎・尚書左丞を歴任した。晩年は仏教に専心した。新安郡太守となり、その地の山水を愛して、歩き回っては記録に残した。在官のまま死去した。
子の蕭為は、字を元専といい、やはり文才のあることで知られ、太子舎人・永康県令に上った。

## 伝記資料
- 『梁書』巻41 列伝第35
- 『南史』巻41 列伝第31